# 긴테쓰 그룹 홀딩스
긴테쓰 그룹 홀딩스 주식회사(일본어: 近鉄グループホールディングス株式会社), Kintetsu Group Holdings Co., Ltd.)는 대규모 사철(大手私鉄)인 긴키 닛폰 철도를 핵심으로 하는 긴테쓰 그룹의 지주 회사이다.

## 같이 보기
- 긴테쓰 그룹
- 긴키 닛폰 철도